# بانک سینا
بانک سینا، شرکت خدمات مالی و بانکداری ایرانی است، که در سال ۱۳۶۴ از دارایی‌های مؤسسه مالی و اعتباری بنیاد تأسیس شد. بانک سینا برای گرفتن مجوز فعالیت باید با تغییر ماهیت حقوقی، بخشی از سهام خود را در بازار بورس تهران به صورت عمومی عرضه می‌کرد. این سهام در سال ۱۳۸۷ در بازار به بخش خصوصی واگذار شد.  در حال حاضر دو سهام‌دار عمده این بانک بنیاد مستضعفان انقلاب اسلامی و صندوق توسعه ملی  است.

## معرفی
مجوز تأسیس بانک سینا در تاریخ 28 اسفند 1387 صادر شد. این بانک قبل از این به عنوان مؤسسه مالی و اعتباری سینا فعالیت می‌کرد.

این بانک در معرفی خود آورده‌ است که همگام با سیاستهای کلان اقتصادی ایران و اهداف و برنامه‌های تولیدی در حوزه صنایع بزرگ و کوچک حرکت کرده‌ است و مزیت‌های خود را برخوردار از کارکنانی که سرعت در خدمت به مشتری، دقت در ارائه خدمات بانکی و درستکاری را عنوان کرده‌ است. همچنین این بانک مدعی است که پیشرفته‌ترین سامانه بانکداری الکترونیک را دارد. اعتماد مشتریان به بانک سینا و گستردگی شعب در سراسر ایران از دیگر اهدافِ این بانک ذکر شده‌است.

## تاریخچه
مؤسسه مالی واعتباری بنیاد که ازمحل دارایی‌های بنیاد مستضعفان انقلاب اسلامی ایران در سال ۱۳۶۴ شروع به فعالیت کرده بود در سال ۱۳۸۶ به موسسه مالی و اعتباری سینا تغییر نام داد و از سال ۱۳۸۷ با مجوز بانک مرکزی جمهوری اسلامی ایران و تلاش جمعی از بازنشستگان بانکی فعالیت خود را رسماً شروع کرد.
بانک «سینا» متعلق به بنیاد مستضعفان سال ۱۳۸۷ موفق شد تا مجوز تأسیس را از بانک مرکزی اخذ کند. سینا پیش از آنکه بانک شود، موسسه‌ای مالی و اعتباری متعلق به بنیاد مستضعفان بود. گروهی روایت می‌کنند که نخست‌وزیر زمان جنگ ایران و عراق و سرپرست وقت بنیاد مستضعفان طی نامه‌ای به بانک مرکزی خواهان تأسیس این مؤسسه مالی و اعتباری شده بود.

### انواع خدمات پولی و بانکی
بانک سینا خدمات خود را به صورت مجزا در ۱۴ بخش تقسیم کرده‌است که به شرح زیر هستند.
- گشایش انواع حسابهای قرض الحسنه پس‌انداز و جاری (ریالی و ارزی)
- گشایش انواع حسابهای سپرده سرمایه‌گذاری کوتاه مدت (روز شمار و ویژه)
- گشایش انواع حسابهای سپرده سرمایه‌گذاری بلند مدت (یک الی پنج ساله)
- ارائه خدمات به دارندگان حساب در کلیه شعب بانک سینا به صورت online real time شامل واریز، برداشت، انتقال وجه بین حسابهای بانکی و بین بانکی و…
- گشایش انواع حسابهای سپرده ارزی به ارزهای معتبر با منشأ داخلی یا خارجی با پرداخت سود علی‌الحساب و ارائه دیگر خدمات ارزی مورد نیاز مشتریان
- ارائه خدمات ارزی شامل خرید و فروش ارز، حوالجات ارزی و…
- صدور و قبول انواع چکهای بانکی، رمزدار بین بانکی و ایران چک
- وصول چک‌ها و بروات مشتریان، عهده سایر بانکها
- پرداخت انواع تسهیلات اعطایی در قالب عقود اسلامی
- صدور انواع ضمانتنامه‌ها
- صدور انواع کارتهای الکترونیکی نظیر کارتهای اعتباری و نقدی (سینا کارت) و کارت هدیه با امکان استفاده در مراکز خرید و فروش کالا و خدمات در سراسر کشور
- انعقاد قرارداد و امکان خرید با مراکز خرید و فروش کالا و خدمات در سراسر کشور
- پرداخت قبوض شهری از طریق اینترنت
- ارائه خدمات تلفنبانک، جهت دریافت موجودی، دریافت گردش حساب، انتقال وجه، فکس گردش حساب و فکس گردش روزانه حساب
- ارائه خدمات SMS بانک جهت دریافت مانده سپرده، مسدود کردن کارت، ارسال گردش و مانده سپرده در دوره زمانی درخواستی و دریافت فهرست داده‌ها
- ارائه خدمات ارسال صورتحساب و جزئیات تراکنش انواع حسابهای مشتریان از طریق اینترنت
- اجاره صندوق امانات
- ارائه خدمات بانکی از طریق سامانه شتاب، پایا و ساتنا و سایر سامانه‌های نوین بانکی کشور
- ارائه خدمات موبایل بانک و اینترنت بانک همراه، جهت دریافت موجودی، دریافت گردش حساب، انتقال وجه و…

### برنامه‌های استراتژیک
در بخش برنامه‌های استراتژیک بانک سینا آمده‌است که بانک سینا با توجه به ضرورت فعالیت هر چه بیشتر در بازار پول و لزوم رقابت در ارائه خدمات، در کنار توسعه شعب خود در تهران، نسبت به توسعه شبکه شعب در سایر نقاط کشور نیز اقدام کرد. احترام به مشتری، خلاقیت و نوآوری، صداقت و درستکاری و گسترش روزافزون شعب، برنامه‌های استراتژیک بانک سینا است.

## چارت سازمانی
در ساختار سازمانی این بانک که در تاریخ ۷ تیر ۱۴۰۲ به شماره ۳۳۵۲ مصوب شده آمده‌است که هیئت مدیرهٔ این بانک زیر نظر مجمع عمومی فعالیت می‌کند. کمیته جبران خدمات، کمیته عالی فناوری اطلاعات، کمیته تطبیق مقررات، اداره دبیرخانه هیئت مدیره، کمیته عالی مدیریت ریسک، کمیته حسابرسی و مدیر عامل زیر نظر هیئت مدیره فعالیت می‌کنند. سایر ادارات و مجموعه‌های این بانک نیز زیرنظر ادارات یاد شده هستند.

## چشم‌انداز
بانک سینا در بخش چشم اندازِ خود آورده‌است که با رعایت استانداردهای صنعت بانکی و با بهره‌گیری از فناوری و توسعه مهارت‌های فردی و حرفه‌ای کارکنانش نسبت به طراحی محصولات با تمرکز بر نیازهای مشتریان هدف در راستای ایجاد ارزش‌های پایدار برای ذینفعان و توسعه پایدار ایران گام برمی‌دارد.

## اهداف
متولیانِ‌این بانک یکی از اهداف اصلی در خصوص افزایش سرمایه بانک سینا را افزایش نرخ بازده سهام این بانک اعلام کردند به گونه‌ای که سود حاصله از این بخش، ارزش افزوده مطلوبی را برای سهامداران بانک فراهم آورد.

## هیئت مدیره
اعضاء هیئت مدیرهٔ بانک سینا شامل پنج نفر به شرح : محسن خدابخش، علی ابدالی، هاشم آقازاده، اکبر جلیلی و احمد سلمانی آرانی به عنوان اعضای اصلی هیأت‌مدیره بانک سینا ،  چنگیز مروج و فرهاد متین‌نفس نیز به عنوان دو عضو علی‌البدل هیأت‌مدیره بانک سینا می باشند.

## شرکت‌های تابعه
شرکت‌های پنج گانهٔ تابعه یا مرتبط با بانک سینا شامل شرکت توسعه سینا، شرکت صرافی سینا، شرکت لیزینگ جامع سینا، شرکت توسعه فناوری سینا و شرکت مدیریت سرمایه‌گذاری کوثر بهمن هستند.

## شعب
بانک سینا دارای ۳۴۰ شعبهٔ فعال در سراسر ایران است. شعبه مرکزی این بانک در تهران، منطقه ۷، محله باغ صبا، سهروردی، خیابان مطهری (تخت طاووس)، بعد از خیابان میرعماد، نرسیده به چهارراه مفتح، نبش قابوسنامه قرار دارد.

## مناطق
گستردگی جغرافیایی بانک سینا در ۱۸ منطقه در سطح ایران است.

## خدمات
خدمات این بانک شامل انواع حساب‌ها ازجمله حساب سپرده قرض الحسنه پس‌انداز، سپرده سرمایه‌گذاری کوتاه مدت، سپرده سرمایه‌گذاری بلند مدت، تسهیلاتی ازجمله احداث یا تکمیل ساختمان، تعمیر ساختمان، عقود، تسهیلات ویژه، صدور انواع ضمانت نامه‌های اداری، خرید تجهیز و بهره‌برداری دفترکار و محل کسب، شعب ارزی، افتتاح حساب‌های ارزی، و … از جمله خدمات بانک سینا به حساب می‌آیند.
همچنین مبارزه با پول‌شویی، راهنمای سیاست تطبیق و مسئولیت اجتماعی از جمله خدمات شرکت سینا عنوان شده‌است.

### بانکداری شرکتی
نوعی از بانکداری را بانکداری شرکتی می‌گویند که به ارائه خدمات به طیف خاصی از مشتریان حقوقی بانک که حائز شرایطی بر اساس مبنای میزان فروش، سودعملیاتی و سود خالص است می‌پردازد تا با افزایش رضایت آنها و بالا بردن حس اعتماد مشتریان و با به‌کارگیری نیروهای متخصص، با مدنظر قراردادن راحتی، سرعت و کیفیت، همچون مشاوری خبره نسبت به تسهیل ارائه خدمات به مشتریان کلان حقوقی خود اقدام می‌کند.
خدمات تأمین مالی، خدمات اعتباری، خدمات پایه بانکی و … از جمله خدماتی است که در بخشِ بانکداری شرکتی ارائه می‌شوند.

### خدمات بانکداری الکترونیک
خدمات کارتی، سامانه‌های بانکی، خدمات نوین، محاسبات، سامانه دریافت خدمات مشتریان حقوقی از جمله خدمات بانکداری الکترونیک هستند که هر کدام از این بخش‌ها نیز به صورت مجزا خدماتی را ارائه می‌دهند.

## نوآوری

### سرزمین هوشمند سینا
سرزمین هوشمند سینا دارای رویکرد تحولی در کسب‌وکار بانکداری الکترونیک است و زیست‌بوم مبتنی بر پلتفرم‌ها برای توسعه بانکداری دیجیتال، ایجاد زنجیره ارزش دیجیتال در حوزه کسب‌وکارهای آنلاین، هوشمندسازی فعالیت‌های مالی و… در بانک سینا محسوب می‌شود. در این طرح مجموعه‌ای از پلتفرم‌ها و سامانه‌های آنلاین با بهره‌گیری از ظرفیت‌های نوین بانکداری دیجیتال شکل می‌گیرند.

## مسئولیت‌های اجتماعی
بانک سینا در راستای عمل به وظایف و ایفای مسئولیت‌های اجتماعی و همچنین کمک به آسیب دیدگان ناشی از بحران ویروس کرونا در ایران، اقداماتی را در
زمینه‌هایی انجام داده‌است.
اهدای ۵۱ دستگاه آمبولانس به وزارت بهداشت و مراکز بهداشتی مناطق روستایی، کمک ۵۰ میلیارد ریالی به ۷ استان درگیر ویروس کرونا، اختصاص ۲۰ هزار میلیارد ریال به طرح‌های روستایی، ساخت ۲ باب مدرسه در قلعه گنج، اهدای ۳۸۰۰ بسته معیشتی به نیازمندان و ایتام، تأمین هزینه تولید ۹۱۲۰۰۰ فقره کارت هدیه جهت اهدا به اقشار فعال در کسب و کارهای خرد، اختصاص ۳۰ میلیارد ریال به آزادی زندانیان غیرعمد، پرداخت وام قرض الحسنه، امهال مطالبات بنگاه‌های تولیدی و تسهیلات گیرندگان، عدم دریافت خودکار اقساط وام قرض الحسنه، عدم اعمال ضوابط قانونی برای دارندگان چک‌های برگشتی و توسعه خدمات بانکداری الکترونیک برای کاهش ترددها ازجمله اقدامات این بانک در راستای عمل به مسئولیت‌های اجتماعی عنوان شده‌است. بانک سینا اعلام کرد که در سال ۱۴۰۱ سبد جامعی از خدمات به ارزش ۴۰ میلیارد ریال را در بسته مسئولیت اجتماعی خود پوشش داده‌است. همچنین پس از وقوع زلزله در شهرستان اندیکای استان خوزستان در سال ۱۴۰۰ تعدادی از منازل مسکونی آسیب دیدند که در پروژه بازسازی منازل همراهی کرد.

## درآمد
بانک سینا در گزارش عملکرد مردادماه سال ۱۴۰۲ در سامانه کدال نشان می‌دهد که بانک سینا در این ماه از محل اعطای تسهیلات، بیش از ۶ هزار و ۳۰۳ میلیارد ریال درآمد کسب کرده‌است که با احتساب درآمدهای سپرده‌گذاری، اوراق بدهی، سرمایه‌گذاری و کارمزدی، مجموع درآمدهای عملیاتی بانک در این ماه به بیش از ۹ هزار و ۸۰۱ میلیارد ریال رسیده‌است.

## خرید سهام بانک سینا توسط صندوق توسعه ملی
صندوق توسعه‌ملی ۳۳درصد سهام بانک سینا را خریداری کرد و با احراز قطعیت این بلوک ۴/۵ هزارمیلیاردتومانی و مدیریتی رسماً به جمع بازیگران بورس پیوست. بنابر افشای اطلاعات الف اخیر در سامانه کدال، ۳۳درصد از سهام بانک سینا ۲۱ اسفند توسط بنیاد مستضعفان به وکالت از مؤسسه بنیاد علوی و شرکت مادرتخصصی مالی و سرمایه‌گذاری سینا به‌صورت یکجا یا نقد و شرایطی در بورس عرضه و به‌فروش رسید. این نهاد بعد از بنیاد مستضعفان با ۳۵/۸ درصد، دومین دارنده سهام بانک سینا با سرمایه اسمی بیش از ۵/ ۲هزار میلیاردتومانی شده‌است.

## سیبانک
بانک تمام دیجیتال سینا با عنوان «سیبانک» که دسترسی به تمام خدمات بانکی را بدون محدودیت زمانی و مکانی و از طریق اپلیکیشن موبایل برای کاربران فراهم می‌کند. سیبانک یک شعبه دیجیتالی است که در قالب یک سوپر اپلیکیشن مالی تمامی خدمات بانکی را در کنار سایر خدمات مالی و فین تکی ارائه می‌دهد.

#### خدماتِ سیبانک
استفاده از تمام خدمات بدون مراجعه حضوری به بانک است و تنها از طریق موبایل امکان‌پذیر است. افتتاح حساب و احراز هویت غیرحضوری، درخواست صدور کارت و ارسال آن به آدرسِ مدرنظرِ مخاطب، مدیریت کیف پول الکترونیکی و دریافت کلیه خدمات سپرده و کارت در کنار امکانات دیگر با سیبانک فراهم است.

## اینستگرام
پیج اینستگرام بانک سینا